# Kanton Lurcy-Lévis
Der Kanton Lurcy-Lévis war von 1790 bis 2015 ein französischer Wahlkreis im Arrondissement Moulins, im Département Allier und in der Region Auvergne. Er umfasste neun Gemeinden, sein Hauptort (frz.: chef-lieu) war Lurcy-Lévis. Die landesweiten Änderungen in der Zusammensetzung der Kantone brachten im März 2015 seine Auflösung. Sein letzter Vertreter im conseil général des Départements war Nicolas Thollet.

## Geschichte
Der Kanton wurde am 4. März 1790 im Zuge der Einrichtung der Départements als Teil des damaligen District de Cérilly gegründet. Mit der Gründung der Arrondissements am 17. Februar 1800 wurde der Distrikt Cérilly aufgelöst und der Kanton dem neuen Arrondissement Moulins zugeordnet und neu zugeschnitten.

## Gemeinden
- Château-sur-Allier
- Couleuvre
- Couzon
- Limoise
- Lurcy-Lévis
- Neure
- Pouzy-Mésangy
- Saint-Léopardin-d’Augy
- Le Veurdre